# Luft-Fahrzeug-Gesellschaft
Luft-Fahrzeug-Gesellschaft, en abrégé LFG, était un constructeur aéronautique allemand durant la Première Guerre mondiale. La société est surtout connue pour ses avions « Roland », notamment le LFG Roland C.II Walfisch (baleine), le Roland D.II Haifisch (requin) et le Roland D.VI. Elle a aussi produit un grand nombre de dirigeables et de nombreux avions expérimentaux.

## Dirigeables

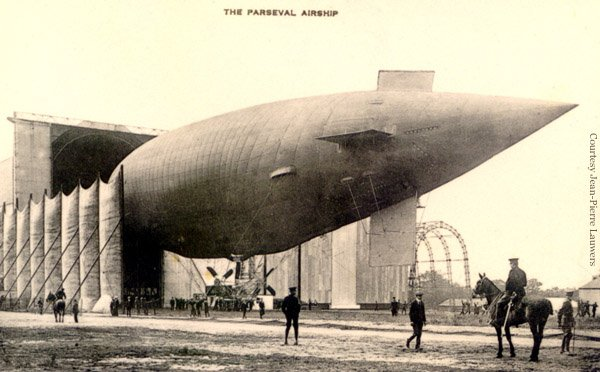
Le PL 18 à côté d'un hangar à dirigeables. Il fut livré à la Royal Navy britannique en tant que Parseval No.4 en 1913.

## Types d'avions construits
- LFG Roland C.II Walfisch (baleine) : avion de reconnaissance biplan biplace.
- LFG Roland C.III : variante du C.II, un prototype construit et détruit lors de l'incendie de l'usine le 6 septembre 1916.
- LFG Roland C.V : version biplace du D.II, un prototype.
- LFG Roland C.VIII : prototype unique.
- LFG Roland C.X : avion de reconnaissance.
- LFG Roland D.I Haifisch : chasseur biplan avec l'aile supérieure montée sur le fuselage.
- LFG Roland D.II : chasseur, environ 230 exemplaires construits.
- LFG Roland D.III : chasseur, peu construit.
- LFG Roland D.IV (également connu sous le nom de Dr I) : triplan, prototype uniquement.
- LFG Roland D.V : variante du D.III, trois prototypes seulement.
- LFG Roland D.VI : chasseur, 350 exemplaires construits, semblable au D.III, commandé comme appoint pour le Fokker D.VII.
- LFG Roland D.VII : un prototype construit.
- LFG Roland D.VIII : un prototype construit.
- LFG Roland D.IX : trois prototypes construits.
- LFG Roland D.X : projet seulement.
- LFG Roland D.XI : projet seulement.
- LFG Roland D.XII : projet seulement.
- LFG Roland D.XIII : développement abandonné lorsqu'il a été détruit par un incendie.
- LFG Roland D.XIV : chasseur, variante du D.XIII, très peu fiable.
- LFG Roland D.XV : chasseur, trois exemplaires d'une première formule construits, suivis deux exemplaires d'une deuxième formule également nommée D.XV.
- LFG Roland D.XVI : chasseur, prototype uniquement.
- LFG Roland D.XVII : chasseur monoplan à voilure parasol, un exemplaire construit.
- LFG Roland G.I (en) : bombardier monomoteur biplan, un seul exemplaire construit.
- LFG ME 8 : hydravion de chasse, projet seulement.
- LFG MD 14 : avion de reconnaissance, projet seulement.
- LFG MD 15 : avion de reconnaissance, projet seulement.
- LFG V-3 (en) Susanna : hydravion à coque.
- LFG V-8 (en) : hydravion à coque.
- LFG V-13 (en) et V-130 Strela : avion de ligne, souvent monté sur des flotteurs.
- LFG V-14 : projet seulement.
- LFG V-15 : projet seulement.
- LFG V-16 : projet seulement.
- LFG V-17 : projet seulement.
- LFG V-19 : hydravion monoplace de reconnaissance pour sous-marin, un prototype achevé après 1918.
- LFG V-20 (en) : avion de ligne.
- LFG V-23 : projet seulement.
- LFG V-25 : projet seulement.
- LFG V-26 : projet seulement.
- LFG V-27 : projet seulement.
- LFG V-28 : projet seulement.
- LFG V-36 : projet seulement.
- LFG V-39 (en)
- LFG V-40 (en)
- LFG V-42 (en)
- LFG V-44 : un prototype construit.
- LFG V-52 (en)
- LFG V-59 (en)
- LFG V-60 (en)
- LFG V-61
- LFG V-101 (en) : avion de ligne.
- LFG W: version hydravion de l'Albatros C.Ia.
- LFG W-1 : hydravion de chasse monoplace.
- LFG W-16 : hydravion
- LFG WD : variante hydravion du D.I, un prototype construit, rejeté en raison d'une visibilité réduite.